# 黎鴻昇
黎 鴻昇（れい こうしょう、粤：ライ・ホンセン、葡: Dom José Lai Hung-seng、1946年2月14日 - ）は、カトリックマカオ教区名誉司教。マカオ教区で2番目の中国人司教で、初のマカオで生まれて育った司教である。祖籍は広東省南海。2006年にマカオ政府から仁愛功績勲章を受章した。

## 略歴
1946年2月14日に、マカオのタイパ島で生まれた。1950年に洗礼を授かり、洗礼名はヨセフ。1953年7月19日に氹仔嘉模聖母堂で、羅若望司教の手により堅振の秘蹟を受けた。黎司教は家族の中で姉に次いでカトリックを信仰した人物で、兄や他の姉と父母も相次いで1950年代に洗礼を受けた。
1958年に聖善小学校を卒業し、同年よりマカオ聖ヨセフ神学校で中学・高等課程を履修。1964年、ヨゼフ大神学校に進学し、哲学を専攻した。1967年に哲学課程を修了し、哲学副学士の学位を取得した。その後、ポルトガルリリア教区の大神学校に送られ、神学を専攻した。1971年に神学課程を修了し、ヨーロッパ各国が承認する人文科学学士の学位を取得した。
1972年に司祭に叙階され、ファティマの聖母教会で働く。1975年にシンガポールの聖ヨセフ教会の助任司祭に着任、英語による司牧活動を助けた。1978年にマカオに戻り、聖ヨゼフ神学校院長を務め、その間に澳門天主教培聖会（Serra Club of Macau）のチャプレンを担当し、教区司祭評議会のメンバーとなった。
1989年に林家駿司教は、彼をカテドラルの主任司祭に任命し、マカオ教区司教が管理するカテドラルの事務の全権を代理した。2002年2月にカテドラルの主任司祭に任命された。
2001年3月20日に、教皇ヨハネ・パウロ2世に協働司教に任命され、同年6月2日に司教聖別を受けた。2003年6月30日に、教会法の規定により、当日午後7時に「自動的」にマカオ教区の司教となった。2006年には、マカオ政府が仁愛功績勲章を授与した。
2016年に健康上の理由で引退し、同年1月23日にカトリック香港教区補佐司教李斌生がマカオ教区司教に着座した。 

## 政治言論
黎司教は1985年、2005年と2009年に相次いで北京市を訪問した。2003年にマカオ特別行政区政府はマカオ基本法第23条を提出したが、黎司教は「国家が法律の制定により安全保障を図るのは当然である。ただ、冷静に問題を分析した市民の声に、当局は広く耳を傾けるべきだ」と表明した。マカオ民主主義の発展に至っては、政府が全市民の教育を推進し、市民の民主主義と投票を行使する権利への意識を高めることで、普通選挙を実施して行政長官を選出できるとした。マカオ社会の汚職問題に対して強烈に不満を示しており、彼は2009年11月にUCA Newsに対し、カトリック信徒の高官との接触を準備していると表明し、教会の関心を示した。また、彼は小教区、教理のクラス、そして教会学校に、カトリックの社会的な訓戒への教えを強化せよという指示を出すことも有り得るとした。